# Résolution 396 du Conseil de sécurité des Nations unies
 (mars 2025).
Si vous disposez d'ouvrages ou d'articles de référence ou si vous connaissez des sites web de qualité traitant du thème abordé ici, merci de compléter l'article en donnant les références utiles à sa vérifiabilité et en les liant à la section « Notes et références ».
Membres permanents
- Chine
- États-Unis
- France
- Royaume-Uni
- URSS

Membres non permanents
- Bénin
- Guyana
- Italie
- Japon
- Libye
- Pakistan
- Panama
- Roumanie
- Suède
- Tanzanie

Résolution no 395 Résolution no 397
La résolution 396 du Conseil de sécurité des Nations unies, adoptée le 22 octobre 1976, examine un rapport du secrétaire général concernant la Force des Nations unies chargée d'observer le désengagement et note les discussions que le secrétaire général a eu avec toutes les parties concernées par la situation au Moyen-Orient. 
Le Conseil se déclare préoccupé par la persistance des tensions dans la région et:
- Renouvelle le mandat de la FNUOD pour une année supplémentaire (jusqu'au 24 octobre 1977).
- Demander au Secrétaire général de tenir le Conseil informé de l'évolution de la situation.
- Demande aux parties d'appliquer la résolution 338.

Le Conseil adopte la résolution par 13 voix contre zéro, la Chine et la Libye ne participent pas au vote.